# Huang Bokai
Huang Bokai, född 26 september 1996, är en friidrottare från Kina. Han deltog vid olympiska sommarspelen 2016, olympiska sommarspelen 2020 och olympiska sommarspelen 2024.